# Atakan Çankaya
Atakan Çankaya (Smirne, 25 giugno 1998) è un calciatore turco, centrocampista del Fatih Karagümrük.

## Carriera

### Club
Cresciuto nel settore giovanile dell'Altay, debutta in prima squadra il 30 aprile 2016 in occasione dell'incontro di TFF 3. Lig perso 3-0 contro l'Arsinspor; rimane nel club per quattro stagioni, collezionando 74 presenze fra campionato e coppe e centrando una doppia promozione nel 2017 e nel 2018.
Nel 2019 passa a titolo definitivo all'Ankaraspor dove si impone come titolare al centro del campo disputando 32 incontri tutti dal primo minuto; nel 2020 si trasferisce all'Ankaragücü approdando in Süper Lig. Debutta nella massima serie turca il 27 settembre in occasione del match pareggiato 0-0 contro il Sivasspor.
Il 2 agosto 2021 viene prestato al Göztepe.

### Nazionale
Ha giocato nelle nazionali giovanili turche Under-16, Under-19, Under-20 ed Under-21.

## Statistiche

### Presenze e reti nei club
Statistiche aggiornate al 21 febbraio 2025.
| Stagione          | Squadra           | Campionato        | Campionato | Campionato | Coppe nazionali | Coppe nazionali | Coppe nazionali | Coppe continentali | Coppe continentali | Coppe continentali | Altre coppe | Altre coppe | Altre coppe | Totale | Totale |
| Stagione          | Squadra           | Comp              | Pres       | Reti       | Comp            | Pres            | Reti            | Comp               | Pres               | Reti               | Comp        | Pres        | Reti        | Pres   | Reti   |
| ----------------- | ----------------- | ----------------- | ---------- | ---------- | --------------- | --------------- | --------------- | ------------------ | ------------------ | ------------------ | ----------- | ----------- | ----------- | ------ | ------ |
| 2015-2016         | Altay             | 3L                | 1          | 0          | CT              | 0               | 0               |                    | -                  | -                  |             | -           | -           | 1      | 0      |
| 2016-2017         | Altay             | 3L                | 26         | 2          | CT              | 0               | 0               |                    | -                  | -                  |             | -           | -           | 26     | 2      |
| 2017-2018         | Altay             | 2L                | 27         | 2          | CT              | 1               | 0               |                    | -                  | -                  |             | -           | -           | 28     | 2      |
| 2018-gen. 2019    | Altay             | 1L                | 15         | 1          | CT              | 4               | 1               |                    | -                  | -                  |             | -           | -           | 19     | 2      |
| Totale Altay      | Totale Altay      | Totale Altay      | 69         | 5          |                 | 5               | 1               |                    | -                  | -                  |             | -           | -           | 74     | 6      |
| gen.-giu. 2019    | Ankaraspor        | 1L                | 4          | 0          | CT              | 0               | 0               |                    | -                  | -                  |             | -           | -           | 4      | 0      |
| 2019-2020         | Ankaraspor        | 1L                | 32         | 1          | CT              | 1               | 0               |                    | -                  | -                  |             | -           | -           | 33     | 1      |
| Totale Ankaraspor | Totale Ankaraspor | Totale Ankaraspor | 36         | 1          |                 | 1               | 0               |                    | -                  | -                  |             | -           | -           | 37     | 1      |
| 2020-2021         | Ankaragücü        | SL                | 24         | 1          | CT              | 1               | 0               |                    | -                  | -                  |             | -           | -           | 25     | 1      |
| 2021-2022         | Göztepe           | SL                | 24         | 0          | CT              | 1               | 0               |                    | -                  | -                  |             | -           | -           | 25     | 0      |
| 2022-2023         | Ankaragücü        | SL                | 20         | 0          | CT              | 6               | 0               |                    | -                  | -                  |             | -           | -           | 26     | 0      |
| 2023-2024         | Ankaragücü        | SL                | 24         | 0          | CT              | 7               | 0               |                    | -                  | -                  |             | -           | -           | 31     | 0      |
| Totale Ankaragucu | Totale Ankaragucu | Totale Ankaragucu | 68         | 1          |                 | 14              | 0               |                    | -                  | -                  |             | -           | -           | 77     | 1      |
| 2024-2025         | Fatih Karagümrük  | 1L                | 19         | 1          | CT              | 2               | 0               |                    | -                  | -                  |             | -           | -           | 21     | 1      |
| Totale carriera   | Totale carriera   | Totale carriera   | 216        | 8          |                 | 23              | 1               |                    | -                  | -                  |             | -           | -           | 239    | 9      |